# Cikloundekan
Cikloundekan je zasićeno ciklino organsko jedinjenje sa jedanaest amoma ugljenika u prstenu. On se klasifikuje kao alkan jer sadrži jedino ugljenik i vodonik. Za svaki atom ugljenika je vezan par vodonika, te je hemijska formula . Ovo jedinjenje je stabilno. Ono je parafin i gori nakon paljenja.